# Feltinger István
Feltinger István (? – Magyaróvár, 1842. október 28.) győri kanonok.

## Élete
Győri kanonok, siklósi apát és több megye táblabirája, előbb Mihályi mezőváros, később Mosonmagyaróvár plébánosa és győri kanonok lett. 

## Munkái
- Egyházi beszéd a papi rendről. Mondotta Guarban husvét után második vasárnap egy új misének szolgáltatásakor. Szombathely, 1810.
- Egyházi beszéd, melyel Szent Györgyi Horváth József… által Hegyfalun ujdonan épített és a fel magasztalt szent keresztnek dicsőítésére felszenteltetett pompás egyháznak örökké fenn maradó emlékezetét Szent Mihály havának 27. hirdette. Szombathely, 1816.
- Egyházi beszéd, melyet Sz. István első apostoli magyar király nemzeti ünnepén a tiszt. kapuczinus atyák templomában 1817. eszt. kisasszony havának 24. napján mondott Bécsben. Bécs, 1817.
- Egyházi beszéd, melyet Sz. István első apostoli Magyarország királyának tiszteletére nemzeti ünnepléskor, 1826. eszt. Kis Asszony havának 30. napján szab. kir. Buda feő várossának feő plébania templomában, közönségessen mondott. Pest, 1826.
- Egyházi beszéd, melyet Szent István első és apostoli magyar király nemzeti ünnepén a tiszt. kapuczinus atyák templomában 1832. eszt. kis-asszony havának 29. napján mondott Bécsben. Bécs, 1832.